# Нонен

Нонен (тайск. เณร послушник, саманера) — но, 19-я буква тайского алфавита. Как инициаль слога по траянгу относится к аксонтамдиау (нижний класс, одиночные). В инициали слога встречается редко, чаще выступает как финаль и относится к матре мекон. При записи транскрипции сакоткам в инициали заменяется на нону. В лаосском алфавите нонен и нону объединены в букву нонок (птица). В сингальском пали соответствует букве мурддхаджа наянна, в бирманском пали соответствует букве наджи. На клавиатуре соответствует клавише рус.«Ш».

## В грамматике
- На — предлог места и времени в; у; на.